# 抗酸菌

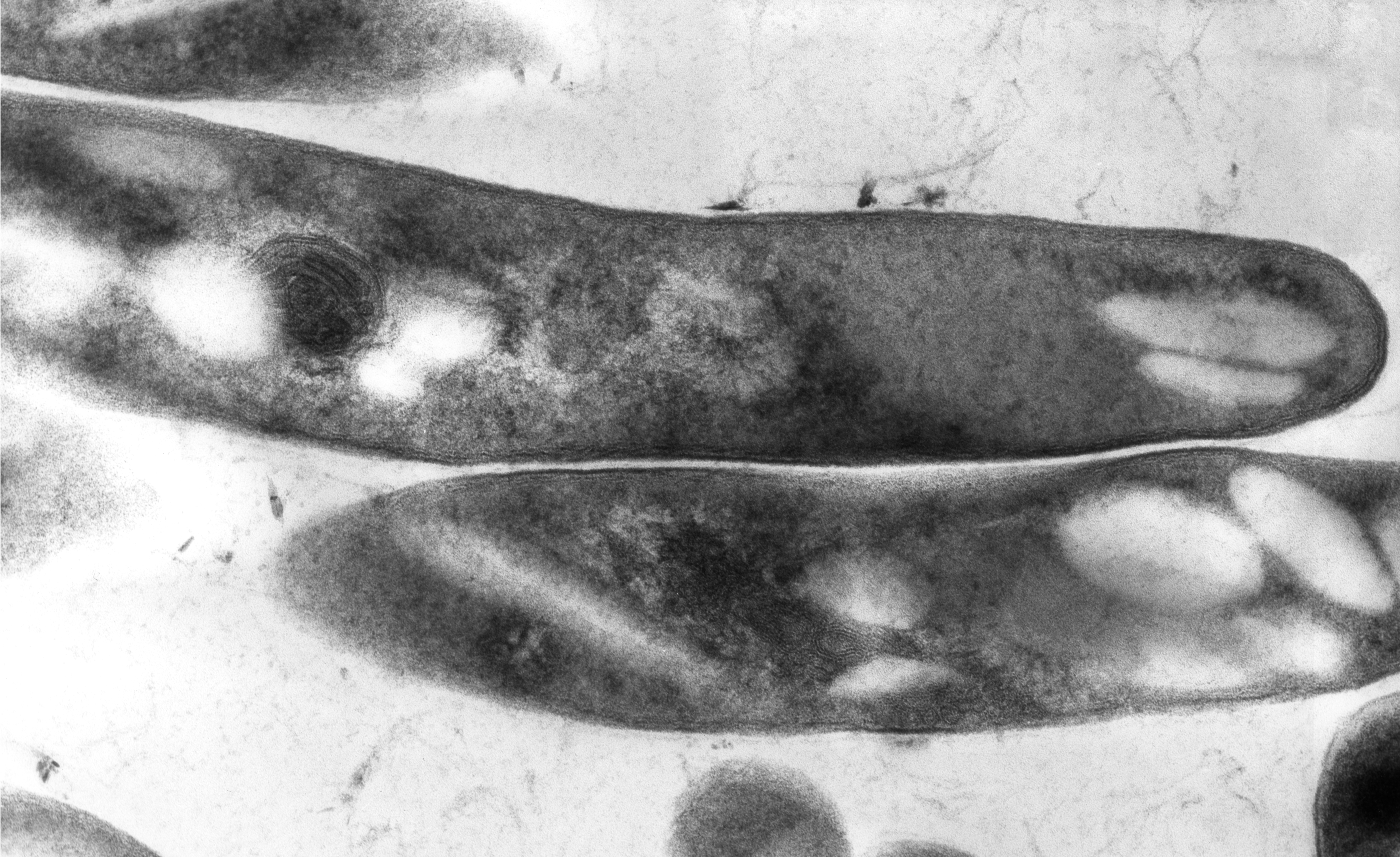
マイコバクテリウム属 (Mycobacterium tuberculosis)の透過型電子顕微鏡画像

抗酸菌（こうさんきん、英: Acid-fast bacillus）は、実験室における特定の染色工程において、塩酸酸性アルコールで脱色されない細菌の総称。狭義ではマイコバクテリウム属を指す。
塩酸酸性アルコールで脱色をしようとしても、この菌は色素を保持するという抵抗性を示すことから、この名が付けられた。
マイコバクテリウム以外にも染色性の意味での抗酸染色を示す細菌が存在しており、抗酸染色を示すのはマイコバクテリウム属のほか、ノカルディア属、コリネバクテリウム属、アクチノミセス属、ロドコッカス属などがあり、これらの細菌はチール・ネールゼン染色によって赤く染まる（チール・ネールゼン染色は石炭酸フクシンで赤く染色後、他の色素を塩酸アルコールで脱色する）。広義ではこれらを含む。
一方で、狭義・慣習的には、マイコバクテリウムだけを抗酸菌と言うことも多い。

## 分類
- 結核菌群:結核を起こすMycobacterium tuberculosis など4種類が知られる。
- 非結核性抗酸菌:結核菌群、らい菌群以外の人工培地で培養可能な抗酸菌の総称。90種類以上存在する。人に病原性があるのは約30種。例:M. avium[2]、ブルーリ潰瘍の原因となるM. ulceransなど。
- らい菌(癩菌)群:人工培地では培養できない抗酸菌。人に感染するのは主にハンセン病を起こすらい菌（M. leprae）。その他、ネズミに感染するM. lepraemurium などがある。

## 染色性
チール・ネールゼン染色

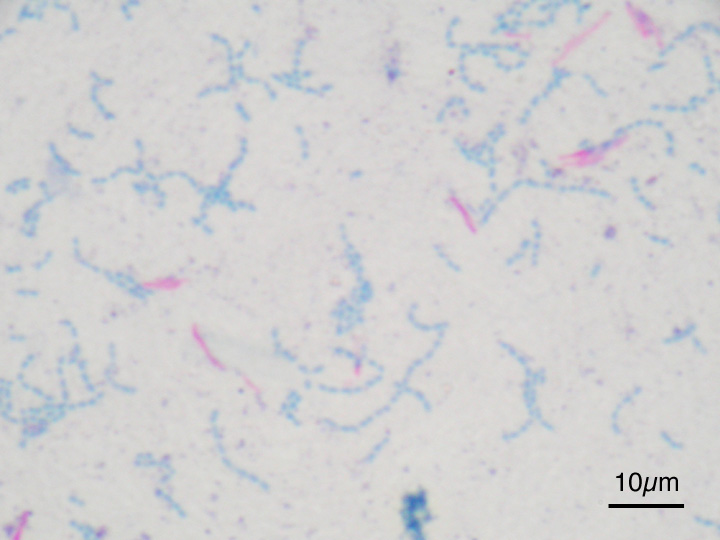
抗酸染色（チール・ネールゼン法）
抗酸菌はピンクに、それ以外の細菌は青く染め分けられる。

抗酸菌を石炭酸フクシンで染色すると（チール・ネールゼン染色）、細胞膜に石炭酸フクシンを保持するため、鮮やかな赤い染色が見られる。
なお正確には、石炭酸フクシンで赤く染色後、塩酸アルコールで脱色し、そのあと背景色としてメチレンブルーで周辺の他細胞を青く染色するのがチール・ネールゼン染色の一般的な工程である。
これらチール・ネールゼン染色で赤く染色される細菌のうち、マイコバクテリウム、ノカルジア、コリネバクテリウムには共通点として、ミコール酸という脂肪酸を持つ。このため、これらの細菌は細胞外皮の脂質含有量が高い。またなお、マイコバクテリウム、ノカルディア、コリネバクテリウムの共通点として、放線菌に属する。
余談だが、ジフテリア菌がコリネバクテリウムに属する。ジフテリア菌の染色では、一般的にはチール・ネールゼン染色ではなく、ナイセル染色が用いられ、ナイセル染色によってジフテリア菌は黄色く染まる。
このほか、原虫であるクリプトスポリジウムのオーシスト(胞嚢体)が抗酸染色で赤く染まるが、一般に微生物学では細菌(細菌は原核生物である)とは別枠で原虫は扱われる。原虫は単細胞性の真核生物。細菌は原核生物。クリプトスポリジウムは原虫であるとして分類される。なお、多細胞性の(原核生物でなく)真核生物の病原微生物なら（原虫ではなく）ギョウチュウ(蟯虫)などに分類される。
グラム染色性
いっぽう、グラム染色では結核菌とらい菌は(つまりマイコバクテリウム属は)ともにグラム陽性である（紫色に染色される）。しかし結核菌はグラム染色に難染色性を示す。なお、グラム染色は一般にペプチドグリカン層を紫に染色するものである。

## 特徴
結核や らい菌 の特徴として、マクロファージに感染して増殖する能力が比較的に高い事が知られている。。結核やハンセン病（らい菌によって起こされる）が難病な理由も、このマクロファージ感染の能力の高さに起因しているのだろうというのが通説である。
このような共通機構のためか、結核ワクチンであるBCGは同じ抗酸菌病に属するハンセン病にもワクチン効果がある事も一般的に知られている。
マイコバクテリウム属との共通性も高い。結核菌と らい菌（ハンセン病）は、マイコバクテリウム属でもある。